# Joaquín González Fiori
Joaquín González Fiori (Madrid, 1845-Ciempozuelos, 1899) fue un abogado, político y periodista español, diputado a Cortes durante el Sexenio Democrático y la Restauración.

## Biografía
Nació el 17 de agosto de 1845 en Madrid. Diputado a Cortes, obtuvo escaño al Congreso en diez legislaturas por el distrito cacereño de Hoyos. Fue también subsecretario de la Gobernación y presidente de la Junta de Pensiones Civiles. Dirigió durante muchos años el diario madrileño La Izquierda Dinástica  y perteneció al partido liberal. Autor de una obra titulada La justicia y D. Venancio González (1895), falleció el 16 de diciembre de 1899 en el manicomio de Ciempozuelos. Fue enterrado en el cementerio de San Isidro.